# Пјано Гранде (Терамо)
Пјано Гранде (итал. Piano Grande) је насеље у Италији у округу Терамо, региону Абруцо.
Према процени из 2011. у насељу је живело 345 становника. Насеље се налази на надморској висини од 431 м.